# 眼子菜科
眼子菜科（学名：Potamogetonaceae）在克朗奎斯特分类法中被分到茨藻目中，但在1998年的APG 分类法和2003年经过修订的APG II 分类法中被分到泽泻目，同时合并了原来的角果藻科，但排除了川蔓藻属。包括大约几十种水生植物，有漂浮的也有沉水的。

## 属
有7属，90－100种。
- 柱果藻属 Althenia Petit, 1829
- 水垫藻属 Lepilaena J.Drummond ex Harvey, 1855
- 眼子菜属 Potamogeton L.
- 篦齿眼子菜属 Stuckenia Börner, 1912
- 角果藻属 Zannichellia Linnaeus, 1753